# Edmond (film, 2019)
Edmond je francouzský komediálně-dramatický film z roku 2019, který režíroval Alexis Michalik podle vlastního scénáře. Jedná se o adaptaci jeho stejnojmenné divadelní hry, která byla uvedena v roce 2016 v divadle Palais Royal. Snímek měl světovou premiéru na filmovém festivalu v Angoulême dne 22. srpna 2018.

## Děj
V roce 1897 v Paříži mladý Edmond Rostand už dva roky nic nenapsal, přitom nabídl roli slavnému Constantovi Coquelinovi. Hlavní problém je, že hra není napsaná, má jen název – Cyrano z Bergeracu. Mezi milostnými příběhy svého nejlepšího přítele, rozmary hereček, žárlivostí své ženy a nedostatkem nadšení svého okolí začíná Edmond psát hru, které zprvu nikdo nevěří. Ale postupně, unášen inspirací, mladý spisovatel udělá vše pro to, aby vytvořil mistrovské dílo.

## Obsazení
| Thomas Solivérès      | Edmond Rostand                              |
| Olivier Gourmet       | Benoit Constant Coquelin                    |
| Mathilde Seigner      | Maria Legault                               |
| Tom Leeb              | Leo Volny                                   |
| Lucie Boujenah        | Jehanne d'Alcy                              |
| Alice de Lencquesaing | Rosemonde Gérard                            |
| Clémentine Célarié    | Sarah Bernhardt                             |
| Igor Gotesman         | Jean Coquelin                               |
| Dominique Pinon       | Lucien, režisér                             |
| Simon Abkarian        | Ange Floury                                 |
| Marc Andreoni         | Marcel Floury                               |
| Jean-Michel Martial   | pan Honoré                                  |
| Alexis Michalik       | Georges Feydeau                             |
| Benjamin Bellecour    | Georges Courteline                          |
| Olivier Lejeune       | starý herec                                 |
| Antoine Duléry        | arogantní herec                             |
| Guillaume Bouchède    | skeptický herec                             |
| Pascal Zelcer         | kostymér v théâtre du Palais-Royal          |
| Nicolas Briançon      | Jules Claretie, správce v Comédie-Française |
| Blandine Bellavoir    | Suzon                                       |
| Jeanne Arènes         | Jacqueline                                  |
| Lionel Abelanski      | soudní zřízenec                             |
| Marc Citti            | Hippolyte, recepční v hotelu                |
| Dominique Besnehard   | ředitel théâtre de la Renaissance           |
| Bernard Blancan       | rasistický zákazník                         |
| Micha Lescot          | Anton Pavlovič Čechov                       |
| Sophie de Furst       | kolegyně Jeanne                             |
| Maud Baecker          | servírka v Moulin Rouge                     |
| Michel Derville       | Antoine Lumière                             |
| Arnaud Dupont         | Georges Méliès                              |
| Martin Veliký         | Konstantin Sergejevič Stanislavskij         |
| Hélène Babu           | matka Rosy                                  |

## Ocenění
- Filmový festival v Sarlatu: Zlatý mlok, Cena diváků, Cena studentů středních škol, Cena mládežnické poroty
- César: nominace v kategoriích nejlepší kostýmy (Thierry Delettre), nejlepší výprava (Franck Schwarz)
- Křišťálové glóby: nominace v kategoriích nejlepší komediální herec (Olivier Gourmet), nejlepší komediální film (Alexis Michalik)